# Diphyllomorpha spinarcuata
Diphyllomorpha spinarcuata är en skalbaggsart som beskrevs av Renaud Maurice Adrien Paulian 1960. Diphyllomorpha spinarcuata ingår i släktet Diphyllomorpha och familjen Cetoniidae. Inga underarter finns listade i Catalogue of Life.